# Neobisium gineti
Neobisium gineti är en spindeldjursart som beskrevs av Max Vachon 1966. Neobisium gineti ingår i släktet Neobisium och familjen helplåtklokrypare. Inga underarter finns listade i Catalogue of Life.